# Bellahalli, Bangalore North
Bellahalli là một làng thuộc tehsil Bangalore North, huyện Bangalore Urban, bang Karnataka, Ấn Độ.